# Suusaari (ö i Norra Österbotten, Oulunkaari)
Suusaari är en ö i Finland. Den ligger i vattendraget Korpijoki och i kommunen Pudasjärvi i den ekonomiska regionen  Oulunkaari  och landskapet Norra Österbotten, i den centrala delen av landet, 600 km norr om huvudstaden Helsingfors. Öns area är 14 hektar och dess största längd är 0,5 kilometer i sydöst-nordvästlig riktning.  Suusaari ligger i sjön Korpisenjärvi.